# Publi Octavi
Publi Octavi (llatí: Publius Octavius) va ser un filòsof epicuri romà del segle i. Formava part de la gens Octàvia.
Va ser notable pels seus gustos refinats durant el regnat de l'emperador Tiberi. Sèneca explica indignat que va sobrepassar fins i tot Marc Gavi Apici en la quantitat de diners que va oferir per la compra d'un peix (segurament un moll de fang) que Tiberi havia posat en venda.